# Happy Driving
「Happy Driving」（ハッピー・ドライビング）は、日本のロック・バンドであるRevenusが2000年8月23日にリリースした1枚目のシングルである。
TBS系『COUNT DOWN TV』2000年8月オープニング・テーマ。

## 収録曲
| 全作詞: 世古あき子、全作曲・編曲: 菅原サトル。 |                    |            |            |      |
| #                                              | タイトル           | 作詞       | 作曲・編曲 | 時間 |
| 1.                                             | 「Happy Driving」  | 世古あき子 | 菅原サトル | 3:56 |
| 2.                                             | 「Heaven knows」   | 世古あき子 | 菅原サトル | 3:54 |
| 3.                                             | 「field of roses」 | 世古あき子 | 菅原サトル | 4:43 |

## パーソネル
| - レコーディング&ミキシング・エンジニア： | 杉山勇司                         |
| - アシスタント・エンジニア：              | 宮坂知恵                         |
| - マスタリング・エンジニア：              | 宮本茂男（ビクター青山スタジオ） |
| - アディショナル・ミュージシャン：        | 野崎森男（ベース）               |
| - エグゼクティブ・プロデューサー：        | YOSHIKI、坂本健、森田秀美        |